# رشيد قارة
رشيد قارة (قليبية, 14 أكتوبر 1930 - 28 ماي 2010) ممثل تونسي راحل.

## بداياته
كانت بداياته المسرحية سنة 1950 حين شارك في جمعية الكوكب التمثيلي ليلتحق في السنة الموالية بمدرسة التمثيل العربي إبان احداثها تحصل على ديبلوم الفن المسرحي ضمن الدفعة الأولى من خريجي المدرسة وذلك سنة 1959 كما التحق الفقيد سنة 1955 بفرقة بلدية تونس للتمثيل العربي، ليؤسس بعد ذلك جمعية قدماء مدرسة التمثيل المسرحي سنة 1957.

## فيلموغرافيا

### الأعمال السينمائية
- 1968 : المتمرد لعمار الخليفي
- 1973 : في بلاد الطررني لفريد بوغدير
- 1975 : نزهة راقية لفريد بوغدير

### الأعمال التلفزية
- 1966 : زوبعة في فنجان لعبد الرزاق الحمامي
- 1974 : حكايات العروي لالحبيب الجمني ونبيل بالسعايدية وسالم الصيادي
- 1983 : يحيى بن عمر لحمادي عرافة ومحمد عبد الكافي وفرج شوشان
- 1985 : عبد الرحمان بن خلدون لمحمد عبد السلام وكمال رزق ومصطفى محرم
- 1985 : الواثق بالله الحفصي لحمادي عرافة وفرج شوشان
- 1989 : ليلة الهروب لعادل جلال وكمال رزق ومحمد حمزة بدور نجيب
- 1991 : الناس حكاية لحمادي عرافة وجمال الدين خليف والمنصف ذويب (ضيف شرف الحلقة 1) بدور عبد السلام
- 1991 : جوليانوس بارات لمعز كمون
- 1992 : إعترافات المطر الأخير (سهرة تلفزيونية) بدور عبد الرزاق
- 1993 : العاصفة لعبد القادر الجربي ومحمد عامر التونسي (ضيف شرف) بدور جار عمر في السكن الذي تم هدمه
- 1994 : غادة لمحمد الحاج سليمان بدور عبد الرحمان
- 1996 : الخطاب على الباب لصلاح الدين الصيد وعلي اللواتي والمنصف البلدي (ضيف شرف الحلقات 6 و7 و11 و13 من الموسم 1) بدور الشيخ محمد البواب
- 2000 : ماطوس لحمادي عرافة وأحمد رجب وعلي الدب
- 2005 :
  - شرع الحب لحمادي عرافة والمنصف الأزعر بدور الحاج عبد الستا
  - مال وآمال لعبد القادر الجربي وعبد الحكيم العليمي بدور صديق عمران
- 2007 : كمنجة سلامة لحمادي عرافة وعلي اللواتي بدور التيجاني
- 2009 :
  - كان ياما كان لالمنصف الكاتب ورشيد قارة بدور الراوي
  - ماتخافوش ليوسف شرف الدين وتامر حمزة وأحمد عبد الرحمان بدور بسطان
- 2016 + 2021 : القضية للهادي بسباس وعبد الحميد اليحياوي وإبن واحة بدور عدنان
- المملوك يوسف صاحب الطابع (مسلسل إذاعي) لمحمد المختار الوزير وحسنين علي بالحارث بدور عم علي
- جدتي العزيزة لعلي منصور
- في قديم الزمان لمحمد الهمامي بدور عم رشيد والراوي
- مالك بن أنس، إمام دار الهجرة لعبد الرزاق الحمامي وعبد الكريم المراق ومحمد العروسي المطوي بدور أنس أبو مالك
- محكمة وبعد... للهادي بسباس ومحمد الهمامي ومختار حشيشة

### الأعمال المسرحية
- 1954 : ليلة من ألف ليلة وليلة لعبد الرزاق الحمامي وعبد المجيد بالأكحل ومحفوظ عبد الرحمن ونور الدين القصباوي
- 1966 : مراد الثالث لعلي بن عياد والحبيب بولعراس
- 1967 : الماريشال عمّار لعبد الرزاق الحمامي وعلي بن عياد ونور الدين القصباوي
- كاليغولا لعلي بن عياد وألبير كامو

## روابط خارجية
- رشيد قارة على موقع IMDb (الإنجليزية)
- رشيد قارة على موقع قاعدة بيانات الأفلام العربية
- رشيد قارة على موقع قاعدة بيانات الفيلم (الإنجليزية)
- رشيد قارة على موقع كينوبويسك (الروسية)